# Hoàng Hoán Trung
Hoàng Hoán Trung (tiếng Trung: 黄焕中) là một nhà vật lý người Trung Quốc.
Hoàng Hoán Trung tốt nghiệp cử nhân tại Đại học Phúc Đán năm 1984, sau đó tốt nghiệp bằng tiến sĩ tại Viện Công nghệ Massachusetts năm 1990. Ông bắt đầu giảng dạy tại Đại học California, Los Angeles vào năm 1995. Năm 2012, ông được bầu làm thành viên của Hiệp hội Vật lý Hoa Kỳ.